# Религиозное меньшинство
Религиозное меньшинство — группа, характеризующаяся религиозными особенностями, которая находится в оппозиции к доминирующему религиозному большинству. Чёткое определение понятия представляет сложности. В царской России до второй половины XIX в. православные религиозные меньшинства назывались «раскол» и «самочинные сборища».
Согласно определению 1977 года Подкомиссии ООН «по предупреждению дискриминации и защите меньшинств», меньшинство представляет собой «группу меньшей численности по сравнению с остальной частью населения государства, занимающую не доминирующее положение, члены которой, являясь гражданами государства, имеют этнические, религиозные или языковые особенности, отличные от особенностей остальной части населения, и проявляют, хотя бы только имплицитно, чувство солидарности, имеющее целью сохранить их культуру, традиции, религию или язык.».
Основополагающим документом для всего международного сообщества по вопросу прав меньшинств является Декларация о правах лиц, принадлежащих к национальным или этническим, религиозным и языковым меньшинствам, принятая Генеральной Ассамблеей ООН в 1992 году.